# Kristin Størmer Steiraová

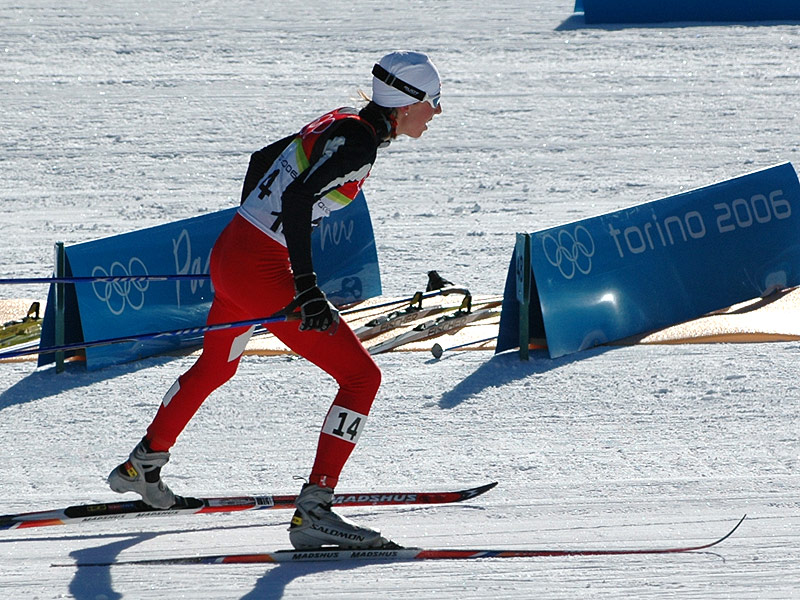
Kristin Størmer Steira na ZOH 2006 v Turíně

Kristin Størmer Steiraová (* 30. dubna 1981 v Mo i Rana) je bývalá norská běžkyně na lyžích. Je olympijskou vítězkou a trojnásobnou mistryní světa (vše ve štafetě). Aktivní kariéru ukončila v roce 2015.

## Sportovní kariéra
Ve Světovém poháru se objevila poprvé v březnu 2002 v Holmenkollenu v závodě na 30 km volně. V sezóně 2004/05 v Pragelatu poprvé zvítězila v závodě Světového poháru. Startovala třikrát na Zimních olympijských hrách a šestkrát na Mistrovství světa. Na OH v Turíně smolně skončila třikrát čtvrtá a jednou pátá, ve Vancouveru vybojovala zlato se štafetou a na OH v Soči získala vytouženou individuální medaili (bronzovou) ze závodu na 30 km volně. Ještě více se jí dařilo na světových šampionátech, medailově vyšla naprázdno pouze při svém debutu v roce 2003 a celkem má z MS 4 individuální a 4 týmové medaile. Běžkyně úspěšně zvládala i náročnější závody – např. závěrečný běh do vrchu na Tour de Ski (Alpe Cermis). Jejím vrcholem v sérii Tour de Ski je bronzová pozice v sezóně 2012/13. V únoru 2012 byla dočasně vyřazena z norské reprezentace kvůli nízkému BMI, což bylo způsobeno nemocí po Tour de Ski a také špatnou psychikou po jejím osobním rozchodu. Po dvou týdnech se mohla do reprezentace opět vrátit.
Běžkyně ukončila kariéru v dubnu 2015. V červenci 2015 se provdala za kanadského běžce na lyžích Devona Kershawa.

### Trnitá cesta k individuální olympijské medaili
Na svou první olympiádu se Steiraová kvalifikovala jako 24letá (ZOH 2006 v Turíně). Na svém kontě měla již bronz z kombinačního závodu z MS v Oberstdorfu z roku 2005. Její olympijský debut, skiatlon, skončil čtvrtým místem za dvojnásobnými medailistkami z těchto Her, Šmigunovou, Neumannovou a Medveděvovou. V dalším závodu se Steiraová mezi favoritky na cenný kov neřadila, jelo se totiž 10 km klasicky a navíc intervalově, což jí nikdy příliš nesvědčilo. Opět však vyválčila čtvrté místo za nedostižnou Šmigunovou a krajankami Bjørgenovou a Pedersenovou. O 1,1 sekundy porazila Neumannovou, ale ani to jí medaili nezajistilo. Čtvrtá Norka, Stemlandová, tehdy skončila 12. Dal se tedy očekávat medailový zásah ve štafetě, ale Bjorgenová na posledním úseku vyhořela a Norky doběhly až páté. V posledním závodu, v běhu na 30 km volně s hromadným startem, byla Steiraová prakticky celou dobu na čelních místech, nakonec však nedokázala udržet v závěru krok se třemi soupeřkami a opět doběhla čtvrtá. Předběhly ji Neumannová, Čepalovová a Kowalczyková. Ironií osudu byla právě Steiraová jedinou běžkyní, která dokázala v Turíně porazit olympijské šampionky Šmigunovou i Neumannovou, ale na medaili to nestačilo. V roce 2014 se objevily informace o možném dopingu Šmigunové v Turíně, přičemž případ by měl být vyřešen v první polovině roku 2016. Estonce v krajním případě hrozí odebrání obou olympijských prvenství a Kristin Steiraová by dodatečně získala dva olympijské bronzy.
Steiraová si spravila chuť individuálními medailemi v Sapporu (2007) a v Liberci (2009) a bronzem se štafetou v Sapporu, ale ve Vancouveru (2010) opět na individuální olympijskou medaili nedosáhla. Po osmém místě v běhu na 10 km volně byl na programu skiatlon. V něm prohrála bronz s Kowalczykovou o 0,1 sekundy a bylo to pro ni horší o to, že původně byla vyhlášena jako třetí a Kowalczyková jako čtvrtá. Kowalczyková přitom v klasické části závodu v jednu chvíli bruslila a Norové zvažovali protest, nakonec ale bronz zůstal Polce a Steiraová zůstala čtvrtá. Dosáhla pak alespoň na zlato se štafetou, ale v závěrečném závodu na 30 km klasicky v závěru nevyměnila pomalejší lyže a ze 3. místa se propadla na 8. pozici. V celkovém hodnocení dálkových závodů ve SP pak pro tuto sezónu obsadila 3. místo.
V letech 2011 a 2013 pak na MS vycházela medailově naprázdno, co se individuálních závodů týče; a ani na OH v Soči se zprvu nezdálo, že by tomu mělo být jinak. Ve skiatlonu skončila až 23. a ani se nenominovala do štafetového běhu, kde Norky podobně jako v Turíně vyhořely. Jenže v posledním závodě se vybičovala k životnímu výkonu, dokázala téměř celou dobu držet krok s papírově silnějšími krajankami Bjorgenovou a Johaugovou a zaslouženě si doběhla pro první individuální olympijskou medaili. K zisku medaile jí sice taktickým během obě krajanky velmi pomohly, nicméně převaha norských běžkyň nad zbytkem světa byla v tomto závodu obrovská a Steiraová získala bronz zcela zaslouženě.

## Nejlepší výsledky

### Zimní olympijské hry
- Torino 2006: 4. místo v kombinaci 7,5 + 7,5 km, 4. místo v běhu na 10 km klasicky, 5. místo ve štafetě, 4. místo v běhu na 30 km volně
- Vancouver 2010: 1. místo ve štafetě, 4. místo v kombinaci 7,5 + 7,5 km, 8. místo v běhu na 10 km volně, 8. místo v běhu na 30 km volně
- Soči 2014: 3. místo v běhu na 30 km volně, 23. místo v kombinačním závodu na 15 km

### Mistrovství světa
- Oberstdorf 2005: 1. místo ve štafetě a 3. místo ve skiatlonu 7,5 + 7,5 km
- Sapporo 2007: 2. místo v běhu na 30 km klasicky, 3. místo ve štafetě a 3. místo ve skiatlonu 7,5 + 7,5 km, 4. místo v běhu na 10 km volně
- Liberec 2009: 6. místo v běhu na 10 km klasicky, 2. místo ve skiatlonu 7,5 + 7,5 km, 4. místo ve štafetě, 5. místo v běhu na 30 km volně
- Oslo 2011: 1. místo ve štafetě, 5. místo v běhu na 30 km
- Val di Fiemme 2013: 4. místo skiatlon, 1. místo štafeta

### Tour de Ski
- 2012/2013: 3. místo za Kowalczykovou a Johaugovou

### Individuální vítězství ve SP1
- 22. 1. 2005 Pragelato: skiatlon na 15 km
- 6. 12. 2008 La Clusaz: 15 km volně s HS
- 2. 2. 2013 Soči: skiatlon na 15 km

Steiraová dvakrát skončila v celkovém hodnocení SP na 6. místě (2010 a 2013) a v hodnocení distančních závodů SP skončila dvakrát 3. (2010 a 2013). Kromě tří vítězství vybojovala dosud v závodech SP dalších sedm individuálních medailových umístění. Do tohoto výčtu nejsou započítány jednotlivé etapy Tour de Ski.